# Moving Wall
Eine Moving Wall (deutsch wörtlich: „sich bewegende Wand“) ist im wissenschaftlichen Verlagswesen eine Zeitspanne, die sich auf die Zugänglichkeit von Inhalten im Internet bezieht. JSTOR definierte als Moving Wall den Zeitraum zwischen der jüngsten in seiner Datenbank vertretenen Zeitschriftenausgabe und der jüngsten publizierten Ausgabe. Üblicherweise wird der auch als Embargo (im Sinne einer Sperrfrist) bezeichnete zeitliche Abstand in Jahren angegeben. Er soll die Verleger vor Verlusten schützen, indem ihnen eine konkurrenzlose Erstauswertung online oder in gedruckter Form ermöglicht wird.
Ursprünglich auf wissenschaftliche Zeitschriften bezogen (Delayed Open Access), kann der Begriff auch auf andere Produkte wie Buchreihen oder Digitalisate angewandt werden, deren Zugänglichkeit sich nach einem festen Zeitraum ändert.
Die Moving Wall kann sich sowohl auf die Einspeisung in eine (kostenpflichtige) Datenbank als auch auf die Freigabe unter Open Access beziehen.

## Beispiele
- Bei aktuellen Zeitschriften in JSTOR beträgt der Zeitraum meist 3–5, maximal jedoch 10 Jahre.[3] Die Historische Zeitschrift hat in JSTOR eine Moving Wall von 10 Jahren.
- In DigiZeitschriften war Ende 2014 als jüngster Jahrgang der Zeitschrift für deutsches Altertum und deutsche Literatur der von 2009 für Abonnenten einsehbar.
- Bei der Zeitschrift für Bayerische Landesgeschichte heißt es im Open-Access-Angebot der Bayerischen Staatsbibliothek: „Die Online-Ausgabe wird im Abstand von fünf Jahren zur Druckausgabe aktualisiert.“[4] Tatsächlich standen aber Ende 2014 nur die Jahrgänge bis einschließlich 2007 zur Verfügung.
- Google Books gibt 141 Jahre nach Erscheinungsjahr europäische Bücher für deutsche bzw. Nicht-US-Leser frei (Bücher nach 1884 sind also 2025 noch nicht einsehbar).